# 蘇萊曼沙阿
蘇萊曼沙阿（鄂圖曼土耳其語：‎）根據奥斯曼帝国的傳統歷史觀點認為，蘇萊曼沙阿是卡亞·阿爾普的兒子和埃尔图鲁尔加齐的父親，同時也是鄂圖曼帝國創始者奧斯曼一世的祖父。然而，鄂圖曼帝國王室早期的家譜往往眾說紛紜，在諸多不同的歷史文獻中，部分於早年編寫的族譜中甚至完全沒有提到蘇萊曼沙阿是奥斯曼一世的先祖之一。因此，有關奧斯曼一世與蘇萊曼沙阿之間的親屬關係極有可能是日後才編造出來的歷史。
蘇萊曼沙阿有四個兒子，分別是：埃尔图鲁尔加齐、敦達爾貝伊、貢多杜（Gündoğdu）以及桑古爾特勤（Sungurtekin）。
根據傳說，蘇萊曼沙阿在一次橫渡幼发拉底河時意外溺斃於叙利亚的賈比爾城堡一帶，並被埋葬於賈比爾城堡附近的蘇萊曼沙阿陵內，不過該地在1973年時被塔布卡水壩完工後所形成的阿薩德湖所淹沒，經過與敘利亞當局的協商，土耳其政府將蘇萊曼沙阿的陵寢遷移至距離土耳其邊境27公里的新地點。